# Fernando Manzaneque
Fernando Manzaneque Sánchez, apodado Manzaneque de la Mancha (Campo de Criptana (Ciudad Real), 4 de febrero de 1934 - Alcázar de San Juan (Ciudad Real), 5 de junio de 2004), fue un ciclista español, profesional entre 1958 y 1968.

## Biografía
Destacó en las carreras por etapas, donde podía desplegar sus habilidades en las largas fugas en etapas de montaña. Se caracterizaba por una gran regularidad, finalizando 11 veces la Vuelta a España, 6 de ellas entre los 10 primeros; y los 8 Tours de Francia que corrió.
Consiguió 40 triunfos. Los más destacados fueron 3 etapas en el Tour de Francia, dos en la Vuelta a España donde además consiguió una tercera posición final, y la clasificación general de una Midi Libre.
Su hermano menor Jesús también fue ciclista profesional.
Tras su carrera como ciclista profesional fue director deportivo de varios equipos profesionales. En 1971 denunció ante Magistratura de Trabajo su contrato por impago como director deportivo del equipo ciclista Werner. Posteriormente creó su propio equipo ciclista en 1979 denominado Manzaneque-Tam Atun-CR. Ese año, también fue su director deportivo. En posteriores años, el equipo cambiaría su denominación a Manzaneque-Alan en 1980 y Hueso-Manzaneque 1981.
Además, intentó varias aventuras profesionales de éxito diverso.

## Palmarés
| 1954 - 1 etapa en la Vuelta a Levante 1955 - 1 etapa en la Vuelta a Andalucía 1957 - Gran Premio de Totana - 2 etapas en la Vuelta a Marruecos - 1 etapa de la Vuelta a Asturias - 1 etapa del Gran Premio de Torrelavega - 1 etapa de la Vuelta al Sureste de España 1958 - 3.º en la Vuelta a España - 1 etapa de la Volta a Cataluña - 1 etapa de la Vuelta del Sureste de España 1959 - Campeón de España por Regiones - 1 etapa de la Vuelta a Andalucía - 1 etapa de la Vuelta a España 1960 - 1 etapa en el Tour de Francia - 2 etapas de la Vuelta a Andalucía - Vuelta a Levante, más una etapa | 1961 - 1 etapa en la Dauphiné Libéré 1962 - Vuelta a Levante - Circuito Entrego - Trofeo Sánchez-Huergo en Gijón 1963 - Midi Libre, más 1 etapa - Trofeo Jaumendreu - 1 etapa del Tour de Francia - 1 etapa de la Volta a Cataluña - 1 etapa de la Vuelta a Andalucía - 3.º en el Campeonato de España en Ruta 1965 - Campeón de España por Regiones - 1 etapa de la Vuelta a España - Gran Premio de la Montaña de la Vuelta a Andalucía 1967 - 1 etapa en el Tour de Francia |

## Resultados en Grandes Vueltas y Campeonatos del Mundo
Durante su carrera deportiva ha conseguido los siguientes puestos en las Grandes Vueltas y en los Campeonatos del Mundo en carretera:
| Carrera         | 1954 | 1955 | 1956 | 1957 | 1958 | 1959 | 1960 | 1961 | 1962 | 1963 | 1964 | 1965 | 1966 | 1967 | 1968 |
| --------------- | ---- | ---- | ---- | ---- | ---- | ---- | ---- | ---- | ---- | ---- | ---- | ---- | ---- | ---- | ---- |
| Giro de Italia  | -    | -    | -    | -    | -    | -    | -    | -    | -    | -    | -    | -    | -    | -    |      |
| Tour de Francia | -    | -    | -    | -    | 20.º | 14.º | 11.º | 6.º  | -    | 12.º | 12.º | 28.º | -    | 10.º | -    |
| Vuelta a España | -    | 57.º | -    | Ab.  | 3.º  | 25.º | 6.º  | 7.º  | 8.º  | 13.º | 6.º  | 4.º  | -    | 18.º | 21.º |
| Mundial en Ruta | -    | -    | -    | -    | -    | Ab.  | 23.º | Ab.  | Ab.  | Ab.  | 8.º  | 17.º | -    | -    |      |

-: no participa

Ab.: abandono